# 고성 옥천사 제석천도
고성 옥천사 제석천도(固城 玉泉寺 帝釋天圖)는 대한민국 경상남도 고성군 옥천사에 있는 제석천도이다. 2017년 11월 30일 경상남도의 유형문화재 제618호로 지정되었다.

## 개요
고성 옥천사 제석천도는 화면 중앙에 의자에 앉은 형태의 제석천을 중심으로 간략하게 묘사된 신중도 형식 및 배경에 5폭 병풍이 묘사된 것이라든지 천녀들이 보개와 일산을 쥐고 시립한 모습 등에서 18세기 신중도 양식의 일면을 잘 간직한 작품이다. 특히 화승 임평의 화풍을 살펴볼 수 있는 귀중한 불화일 뿐만 아니라 신중도로서는 제법 앞선 시기인 1781년에 조성된 화격이 높은 불화이다.

## 같이 보기
- 옥천사

## 참고 문헌
- 고성 옥천사 제석천도 - 국가유산청 국가유산포털